# Rohrbach bei Mattersburg
Rohrbach bei Mattersburg (kroatiska: Orbuh, ungerska: Fraknónádasd) är en ort och kommun i Österrike. Den ligger i distriktet Mattersburg i förbundslandet Burgenland, i den östra delen av landet, 60 km söder om huvudstaden Wien. Kommunen gränsar i sydöst mot Ungern.